# Rubus tranzschelii
Rubus tranzschelii är en rosväxtart som beskrevs av Juzepczuk. Rubus tranzschelii ingår i släktet rubusar, och familjen rosväxter. Inga underarter finns listade i Catalogue of Life.